# Dallon Weekes
Dallon James Weekes (Verona, 4 maggio 1981) è un cantante, musicista e produttore discografico statunitense, membro dei Panic! at the Disco di cui ha fatto parte dal 2009 al 2017 come bassista, tastierista, corista e autore. È stato anche il frontman della band power pop The Brobecks, che è successivamente diventato un progetto musicale solista. Weekes è attualmente frontman dell'ex duo rock, ora progetto solista I Dont Know How But They Found Me.

## Primi anni
Weekes è nato nella piccola città di Verona, Missouri, vicino ad una grande comunità Amish. È il secondo di quattro figli ed è cresciuto in una famiglia mormone a Clearfield, nello Utah, dove i suoi genitori si sono trasferiti poco dopo la sua nascita. Weekes ha frequentato la Clearfield High School, dove ha incontrato la maggior parte degli ex componenti della band Brobecks. Dopo la laurea con lode nel 1999, Weekes è stato per due anni un missionario mormone a tempo pieno in Oklahoma. Dopo essere tornato nello Utah, ha frequentato brevemente la Weber State University prima di abbandonare gli studi per dedicarsi alla musica a tempo pieno.

## Carriera musicale

### The Brobecks (2002-2013)
La band è nata come passatempo poco dopo che Weekes è tornato nello Utah dopo aver vissuto in Oklahoma per due anni. Il nome del gruppo è stato ispirato da una persona che Dallon conosceva ai tempi della scuola. La formazione originale era composta da:  Weekes, il fotografo / produttore Matt Glass e un altro amico del liceo. Dopo alcuni anni passati a registrare demo nel seminterrato, con tour e cambi di line-up, alla band è stato offerto un contratto dalla Drive-Thru Records, e a Weekes è stato offerto un contratto discografico da solista dalla Sony BMG, da Interscope Records e da un'etichetta indie più piccola, nel caso in cui lasciasse i suoi compagni di band. Weekes ha rifiutato le offerte da solista.
I Brobecks hanno aperto per band come Fall Out Boy, Phantom Planet, Ben Kweller e The Bravery. Nonostante tutto l'interesse da parte di etichette e il grande successo per una band indie dell'album, la band è rimasta indipendente e senza contratto.
Alla fine del 2012, Weekes ha pubblicato il Quiet Title EP per il download sulla pagina Bandcamp dei Brobecks, assieme ad un'opzione per acquistare una copia fisica del CD Violent Things Reissue. Il Quiet Title EP è composto da due canzoni, "Anyone I Know" e "Cluster Hug", con Ian Crawford alla chitarra, registrato e mixato con l'aiuto dell'ex batterista dei Brobeck, Matt Glass. Nel novembre 2012, Weekes ha dichiarato in un'intervista alla stazione radio X96 di Salt Lake City che queste canzoni sono state scritte durante il processo di scrittura e registrazione del quarto album in studio dei Panic! at the Disco, ma non si adattavano alla visione collettiva del nuovo disco.

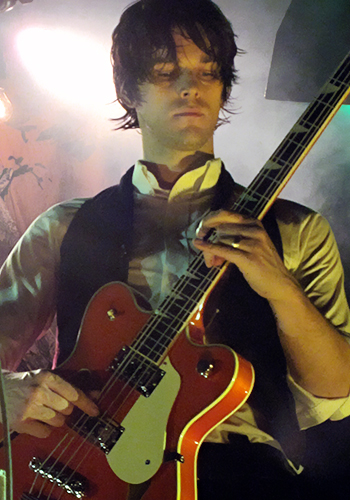
Weekes in concerto con i Panic! at the Disco nel 2011

Dopo che Ryan Ross e Jon Walker hanno lasciato la band nel 2009, Weekes e Ian Crawford sono stati presi per sostituire temporaneamente Ross e Walker nei Panic! at the Disco nel tour per il secondo album Pretty. Odd. (2008). Lo status temporaneo di Weekes è cambiato a metà del 2010, mentre era in tour con la band in Cina. Fu allora che Brendon Urie e Spencer Smith gli chiesero di unirsi a loro a tempo indeterminato. Tuttavia, lo status permanente all'interno della band è rimasto sconosciuto al pubblico fino a quando Weekes ha confermato a metà del 2012 tramite Twitter di essere un membro a tempo pieno della band.
Durante il suo periodo come membro ufficiale dei Panic! at the Disco, Weekes ha realizzato la concettualizzazione della copertina per il terzo album della band, Vices & Virtues (2011), ed è anche apparso sulla copertina dell'album, mascherato e in piedi sullo sfondo dietro Smith e Urie. Gli è stato attribuito il merito di aver scritto tutte le canzoni tranne due nel quarto album, Too Weird To Live, Too Rare To Die! (2013). Weekes è stato anche nominato come miglior bassista agli Alternative Press Music Awards 2015. Durante la promozione del quinto album della band, Death of a Bachelor, si vociferava che lo status di Weekes fosse cambiato di nuovo a quello di membro in tour. Nell'ottobre 2015, tramite TwitterWeekes ha confermato di aver lasciato la formazione ufficiale della band, affermando che "non stava più contribuendo in maniera creativa". Dallon ha annunciato di aver lasciato i Panic! at the Disco il 27 dicembre 2017, tramite Instagram.

### I Dont Know How But They Found Me (2016–oggi)
Nato come progetto solista, Weekes aveva scritto e registrato canzoni mentre era in tour con i Panic! at the Disco da diversi anni. L'ex compagno della band Brobecks Ryan Seaman, ha suonato la batteria nel disco, convincendo Weekes a proporre l'idea di presentarlo come duo sotto il nome I Dont Know How But They Found Me.
Weekes e Seaman iniziarono a fare piccoli concerti alla fine del 2016, ma tenendolo segreto. Il debutto è avvenuto al 2º anniversario di Emo Nite Los Angeles il 6 dicembre 2016. Dopo l'esibizione, diverse fonti hanno riportato di un "nuovo side project" di Weekes e Seaman, confermando il nome della band. Anche di fronte a foto e video scattati durante gli spettacoli, Weekes e Seaman hanno negato dell'esistenza dell'intero progetto per mesi. Weekes ha dichiarato in seguito che non volevano sfruttare la fama del suo nome e di quello di Seaman e l'associazione con le band in cui suonavano. Hanno annunciato di aver firmato per Fearless Records nell'agosto 2018. Nel novembre 2018, hanno pubblicato il loro EP di debutto, 1981 Extended Play. La band ha pubblicato un EP di Natale, Christmas Drag, il 15 novembre 2019. L'album di debutto, Razzmatazz, è stato pubblicato il 23 ottobre 2020.

### Progetti musicali solisti

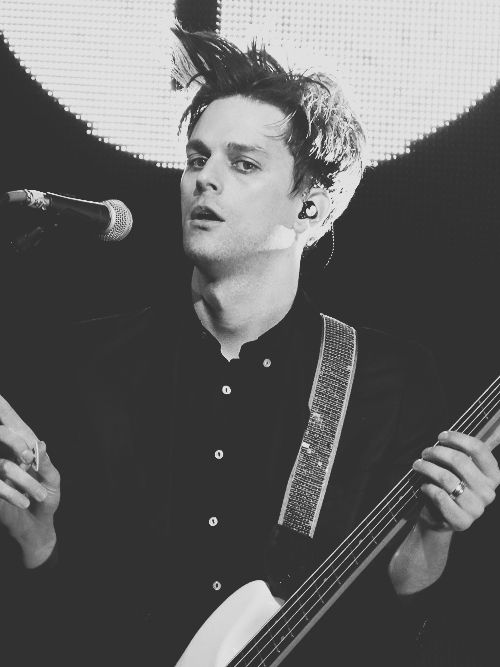
Weekes in una foto del 2014

Nel settembre del 2010, Weekes ha pubblicato per il download gratuito "Skid Row", una canzone tratta dal film / spettacolo Little Shop of Horrors, con Brendon Urie dei Panic! at the Disco, Matt Glass e Ian Crawford,  chitarrista turinista dei Panic! at the Disco dal 2009 al 2012 ed ex membro dei band The Cab e Stamps.
Nel novembre 2014, Weekes ha pubblicato una canzone di Natale intitolata "Sickly Sweet Holidays", con l'ex batterista dei Brobecks e dei Falling In Reverse Ryan Seaman, e ai cori il cantante dei Twenty One Pilots Tyler Joseph. La canzone inizialmente presentava un intero verso cantato da Joseph, ma fu esclusa a causa dell'etichetta di quest'ultimo.
Nell'ottobre 2015, Weekes ha avviato una serie di cover intitolata "TWOMINCVRS", in cui pubblica cover di canzoni "meno conosciute", della durata di due minuti o meno, attraverso il suo canale YouTube personale. Il 25 novembre 2016, Weekes ha pubblicato il suo secondo singolo natalizio dal titolo "Please Don't Jump (It's Christmas)", sempre con Seaman alla batteria.

## Vita privata
Il 18 marzo 2006, Weekes ha sposato la sua ragazza, Breezy Douglas. La coppia ha due bambini; una figlia, Amelie Olivia Weekes, nata il 1 giugno 2008 (il nome viene del film francese del 2001 Amélie); e un figlio, Knox Oliver Weekes, nato il 23 giugno 2010 (prende il nome da Knox Overstreet, un personaggio del film del 1989 Dead Poets Society). Weekes è un membro della Chiesa di Gesù Cristo dei Santi degli Ultimi Giorni (Chiesa LDS).

## Discografia

### The Brobecks
- The 4th of Julive (2003)
- Understanding the Brobecks (2003)
- A Very Brobecks Christmas EP (2003)
- New Year's Special EP (2003)
- Remixing the Brobecks (2004)
- Happiest Nuclear Winter (2005)
- The Brobecks EP (2005)
- Goodnight, and Have a Pleasant Tomorrow (2006)
- Small Cuts EP (2007)
- I Will, Tonight EP (2008)
- Violent Things (2009)
- Your Mother Should Know EP #1 (2010)
- Quiet Title EP (2012)

### Panic! at the Disco
- Vices & Virtues (2011) (artwork concept)
- iTunes Live (2011)
- Too Weird to Live, Too Rare to Die! (2013)
- Nicotine EP (2014)
- All My Friends We're Glorious: Death of a Bachelor Tour Live (2017)

### Solista
- Xmas Jambz EP (2015)
- TWOMINCVRS EP (2016)

### I Dont Know How But They Found Me
- 1981 Extended Play (2018)
- Christmas Drag (2019)
- Razzmatazz (2020)